# Jj n° 3
jj n° 3 är jj:s andra studioalbum. Albumet släpptes i USA och Sverige den 9 mars 2010. I USA släpptes albumet av skivbolaget Secretly Canadian medan Sincerely Yours släppte den i Sverige.
Skivans tredje spår, "Let Go"', släpptes gratis den 15 januari på Sincerely Yours hemsida. Senare släpptes även en musikvideo till "Let Go". Videon regisserades av Marcus Söderlund och filmades i svart-vitt.
jj n° 3 blev likt jj:s första album, jj n° 2, populärt hos kritikerna, dels av internationell press men även av svenska tidningar. Albumet fick betyget 4 av 5 av flera kända internationella musik-tidskrifterna, bland annat av tidningarna Mojo, Uncut, Spin och Slant Magazine. De svenska tidningarna Dagens Nyheter, Aftonbladet och Helsingborgs Dagblad gav även de skivan betyget 4 av 5.
Albumets öppningslåt "My Life" var med i en officiell trailer för tv-spelet Battlefield 3 som släpptes på Youtube 13 april 2011.

## Låtar
1. "My Life" - 1:56
2. "And Now" - 3:02
3. "Let Go" - 3:02
4. "Into the Light" - 3:40
5. "Light" - 2:42
6. "Voi Parlate, Io Gioco" - 3:39
7. "Golden Virginia" - 3:44
8. "You Know" - 2:53
9. "No Escapin' This" - 2:41

- Vinylutgåvan innehåller bonuslåten I Know.